# José Figueres Ferrer

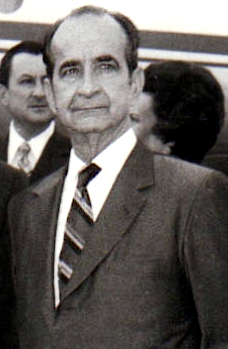
José Figueres Ferrer

José María Hipólito Figueres Ferrer (San Ramón, 25 september 1906 – San José, 8 juni 1990) was een Costa Ricaans staatsman. Hij was president van 1948 tot 1949, van 1953 tot 1958 en van 1970 tot 1974. Hij stond bekend om zijn linkse denkbeelden; hij schafte het leger af en nationaliseerde de banken. Hij kreeg de bijnaam Don Pepe.
In 1942 leverde hij in een radiotoespraak kritiek op president Rafael Ángel Calderón, waarna hij het land uitgezet werd. Hij ging naar Mexico, waar hij woonde totdat hij in 1944 terugkeerde. Bij terugkomst richtte hij de Democratische Partij op, die later de Partido Liberación Nacional (PLN - Partij Nationale Bevrijding) zou gaan heten. Hij begon een klein legertje te trainen om de in zijn ogen ondemocratische regering van Calderón en zijn medestanders omver te werpen.
In 1948 wilde de president Teodoro Picado Michalski, een medestander van Calderón, de macht niet overdragen aan Otilio Ulate Blanco, die de verkiezingen had gewonnen. Een burgeroorlog brak uit. Hij duurde vijf weken, en werd gewonnen door Figueres. Na afloop werd het land geregeerd door een "stichtingsraad" met Figueres aan het hoofd. De raad schafte onder andere het leger af en gaf vrouwen en zwarten stemrecht. Na 18 maanden trad hij af en Ulate werd president.
Later werd hij nog twee keer tot president gekozen. Hij wordt gezien als de belangrijkste persoon in de moderne geschiedenis van Costa Rica. Hij nationaliseerde de banken, liet het Costa Ricaanse deel van de Pan-Amerikaanse Snelweg aanleggen en bevorderde de economie en industrie. Hij slaagde erin de kloof tussen arm en rijk te verkleinen.
Voor velen werd Figueres een symbool voor het succes van de sociaaldemocratie. Hij was gekant tegen elke vorm van dictatuur, en ook tegen het communisme. Hij was populair in veel Latijns-Amerikaanse landen, maar was impopulair bij rechtse dictators in de regio. De Familie Somoza uit Nicaragua probeerde Calderón te steunen in pogingen Figueres omver te werpen, en in 1957 probeerde Rafael Leonidas Trujillo van de Dominicaanse Republiek hem te vermoorden. Hij steunde Fidel Castro's machtsovername in 1959. Toen Castro hem uitnodigde in maart 1959 (hij had Cuba toen nog niet omgevormd tot een communistische staat) waarschuwde hij dat Castro niet moest afwijken van de ideologische koers, waarna de microfoon direct uit zijn handen gerukt werd.
Bij de verkiezingen van 1 februari 1970 versloeg hij de kandidaat van de conservatieve Partij Nationale Eenheid (PUN), Mario Echandi, en behaalde zijn centrumlinkse partij PLN een absolute meerderheid in het parlement.
Zijn zoon José María Figueres Olsen was president van Costa Rica van 1994 tot 1998.